# Криже (Бардјејов)
Криже (слч. Kríže) насељено је мјесто са административним статусом сеоске општине (слч. obec) у округу Бардјејов, у Прешовском крају, Словачка Република.

## Становништво
| Година:    | 1994. | 2004.    | 2014.   | 2024.    |
| ---------- | ----- | -------- | ------- | -------- |
| Број људи: | 64    | 79       | 74      | 56       |
| Разлика:   |       | +23,43 % | -6,32 % | -24,32 % |

| Година:    | 2023. | 2024.   |
| ---------- | ----- | ------- |
| Број људи: | 62    | 56      |
| Разлика:   |       | -9,67 % |

Према подацима о броју становника из 2024. године насеље је имало 56 становника.